# Rudolf Loman
Rudolf Johannes Loman, född 14 oktober 1861 i Amsterdam, död 5 november 1932 i Haag, var en nederländsk organist och schackmästare.

## Biografi
Loman föddes i Amsterdam som son till professorn Abraham Dirk Loman. Loman bodde i London i ett antal år från 1883 men även i tre år i Cologne där han avslutade sin musikaliska utbildning, på sin fritid sökte han upp några av de mest erkända lokala schackspelarna. 1883 blev han organist på den nederländska kyrkan i London, vilket han var i över 31 år. Loman gifte sig med Gonne van Uildriks 1887, de levde dock enskilt från 1897 till 1907 när de skiljde sig. Han spelade schack för pengar mot rika engelskmän precis som hans elev Jacques Davidson. Loman återvände till nederländerna, och blev senare, 1912 nederländsk schackmästare (den andra officiella NED-ch i Deldft). Loman hann spela en hel del partier och turneringar under sitt liv.

## Schackmästare
Han vann flera inofficiella nederländska mästerskap: i Rotterdam 1888, Haag 1890, Ulrecht 1891, Groningen 1893 (i par), Rotterdam 1894, och Utrecht 1897.
I matcher han spelade oavgjort har vi exempelvis Paul Saladin Leonhardt (+4-4=2) i London 1904, förlust till Johannes Esser (+0 -3=1), under 1913 (den tredje NED-ch) och en förlust till Edgar Colle (+1-2=2) i London 1922. Loman var även en erkänd blindschacksspelare. Han dog i Haag.

## Bildgalleri

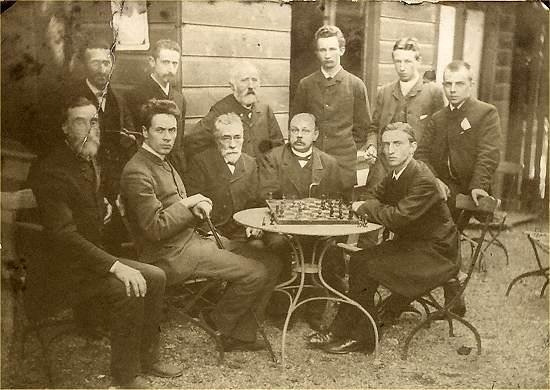
1887: Från vänster stående: Benima, Süsholtz, Veraart, Tresling, Olland, Arnold van Foreest; (Sittande från vänster) Pinedo, Loman, Tinholt, Rothe, Dirk van Foreest.
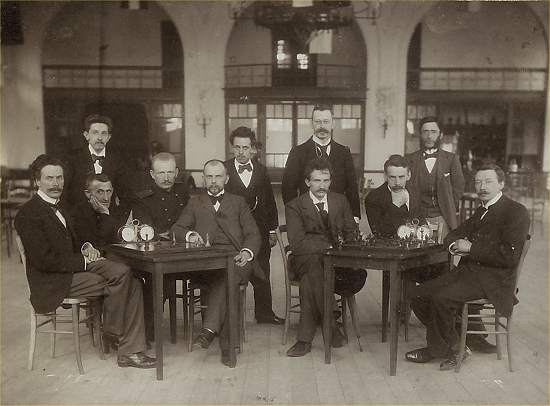
1898: Stående från vänster till höger: Moquette, Bleijkmans, Heemskerk, van den Berg. Sittande från vänster till höger:Loman, Benima, Te Kolsté, Arnold van Foreest, Tresling, Meiners, Olland.
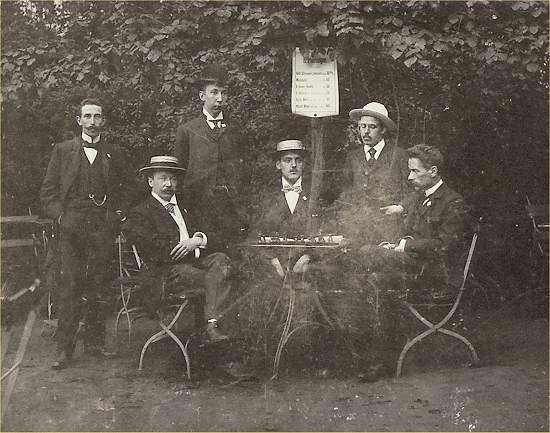
En bild från Hannover 1902. Från vänster stående: van Dam, Leussen, Bleijkmans. Från vänster sittande: Olland, Esser, Loman.